# Guzmania fuquae
Guzmania fuquae är en gräsväxtart som beskrevs av Hans Edmund Luther och Ronald Oskar Determann. Guzmania fuquae ingår i släktet Guzmania och familjen Bromeliaceae. Inga underarter finns listade i Catalogue of Life.